# Lincoln, Arkansas
Lincoln là một thành phố thuộc quận Washington, tiểu bang Arkansas, Hoa Kỳ. Năm 2010, dân số của thành phố này là 2249 người.

## Dân số
- Dân số năm 2000: 1752 người.
- Dân số năm 2010: 2249 người.